# Panamavárosi székesegyház
A panamavárosi székesegyház Panama fővárosának egyik fontos műemléke, a Panamavárosi főegyházmegye központja. Panamaváros történelmi belvárosának részeként a Világörökség része.

## Története
Miután 1510-ben Vasco Núñez de Balboa és Martín Fernández de Enciso megalapította a Santa María la Antigua nevű települést, II. Ferdinánd aragóniai király azzal a kéréssel fordult X. Leó pápához, hogy nevezzen ki ide egy püspököt. Ez 1513-ban történt meg, így jött létre az amerikai földrész első katolikus egyházmegyéje. A terület birtokosának, Cémaco kacikának a kápolnává alakított rezidenciáját székesegyházi rangra emelték. 1671-ben Henry Morgan emberei kirabolták és felgyújtották a várost, amelyet 1673-ban alapítottak újra egy kissé más helyen, 1674-ben pedig már új székesegyház is létesült, igaz, ez csak fából készült. Lucas Fernández de Piedrahita püspök volt az, aki 1676-ban letette egy új, ezúttal már tartósabb anyagokból építendő templom alapkövét, azonban az építkezés csak később kezdődött el.
A templom összesen 108 évig épült több fő szakaszban: 1688 és 1741 között a főhomlokzat, 1741 és 1762 között az épület fő szerkezete készült el, végül az összes munkálat 1796-ra fejeződött be. A felszentelést 1796. április 4-én végezte Remigio de la Santa püspök. Egy 1737-es tűzvészben a harangok részben megolvadtak, és használhatatlanná váltak, ezért még ebben az évszázadban Dél-Amerikába áthelyezett korábbi panamai püspökök új harangokat ajándékoztak a templomnak. Az épület az 1882. szeptember 7-i földrengésben is megrongálódott.
1941-ben, a 68. számú törvény történelmi műemlékké nyilvánította az épületet, 1997-ben pedig felvették a világörökségi listára is. A 2010-es évekre azonban annyira leromlott az állapota, hogy a felújítás elkerülhetetlenné vált. 2013. augusztus 14-én többek között restaurátorok és egyházi személyek létrehozták a CAICA (Comité de Amigos de las Iglesias del Casco Antiguo, azaz „a történelmi városrész templomainak barátainak küldöttsége”) nevű szervezetet, amelynek köszönhetően sikerült a kormánytól pénzt kapni a felújításra, amely 2016 áprilisában meg is kezdődhetett.
2014-ben a templom megkapta a basilica minor címet.

## Leírás
A templom a történelmi belvárost tartalmazó kis félszigetnek nagyjából a közepén, a Plaza de la Independencia tér nyugati oldalán áll, a Calle 7a Este utca túloldalán. Nyugatról a 8a Este utca határolja, északról a Pedro J. Sosa utca, délről pedig az Avenida Central út.
A főhomlokzat két szélén álló tornyai 36 méter magasak. A közöttük húzódó díszes főhomlokzaton három, egymástól egy-egy oszloppárral elválasztott félköríves kapu helyezkedik el, amelyek közül a középső nagyobb. Mindegyik fölött a második szinten két-két kisebb méretű ablak nyílik. A homlokzat falfülkéiben számos kis szobrot helyeztek el.
Belsejében helyezték el Tomás Herrera tábornok földi maradványait, aki 1840 és 1841 között a Földszorosi Szabad Állam vezetője volt.

## Képek

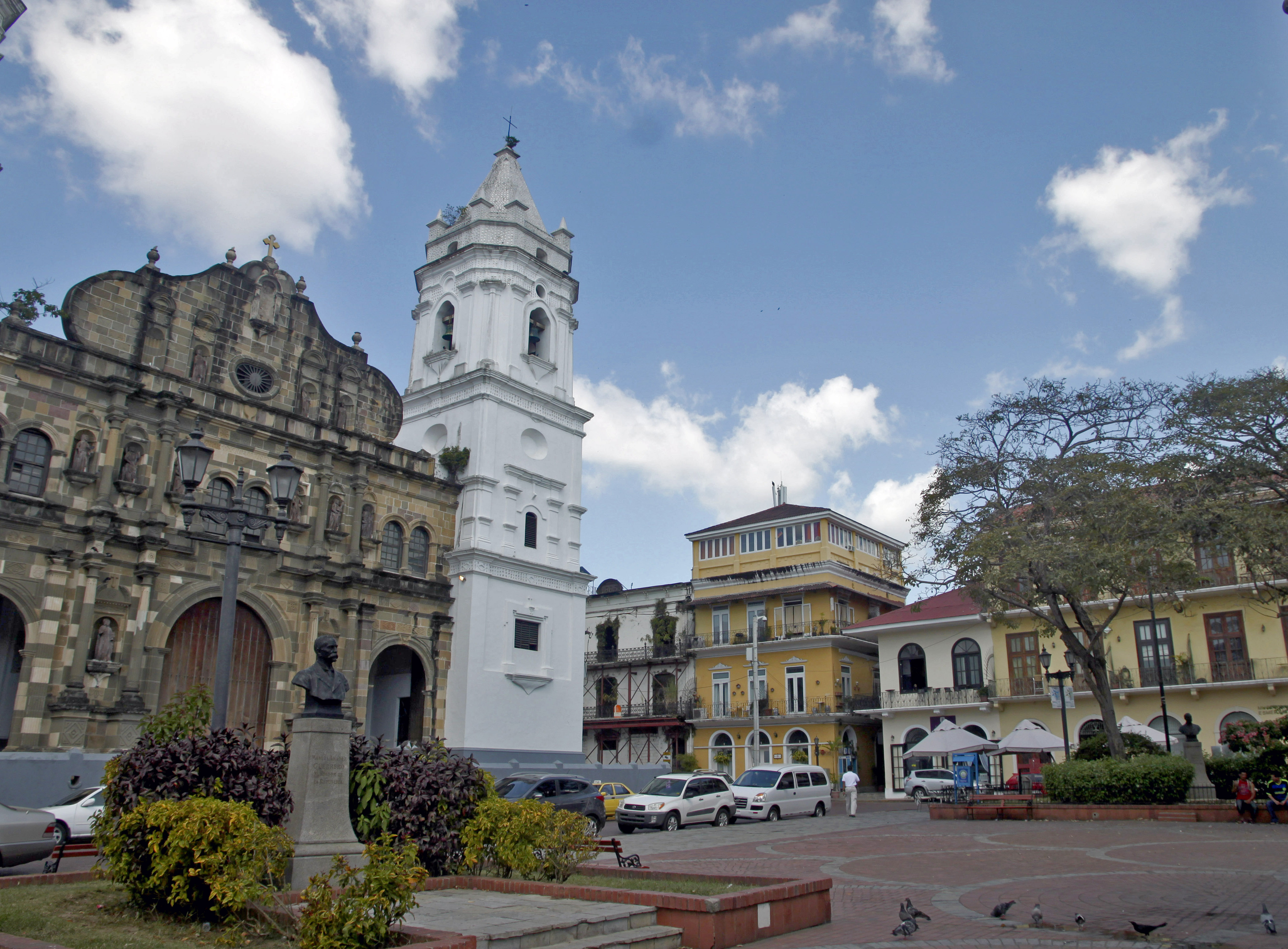
A templom és az előtte levő tér
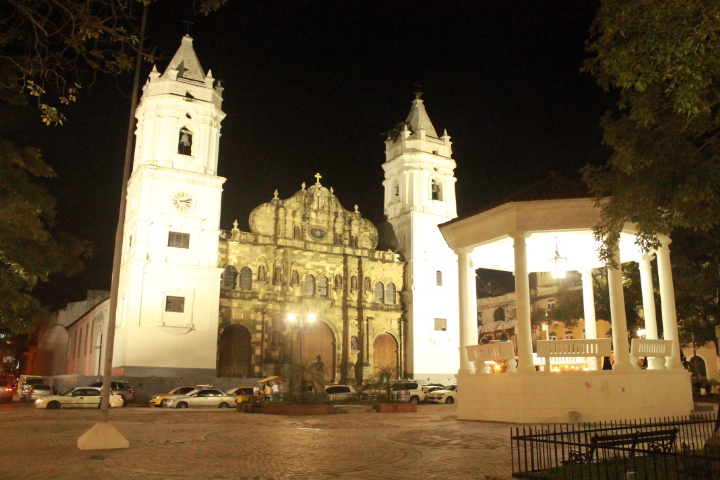
Éjjeli díszkivilágításban
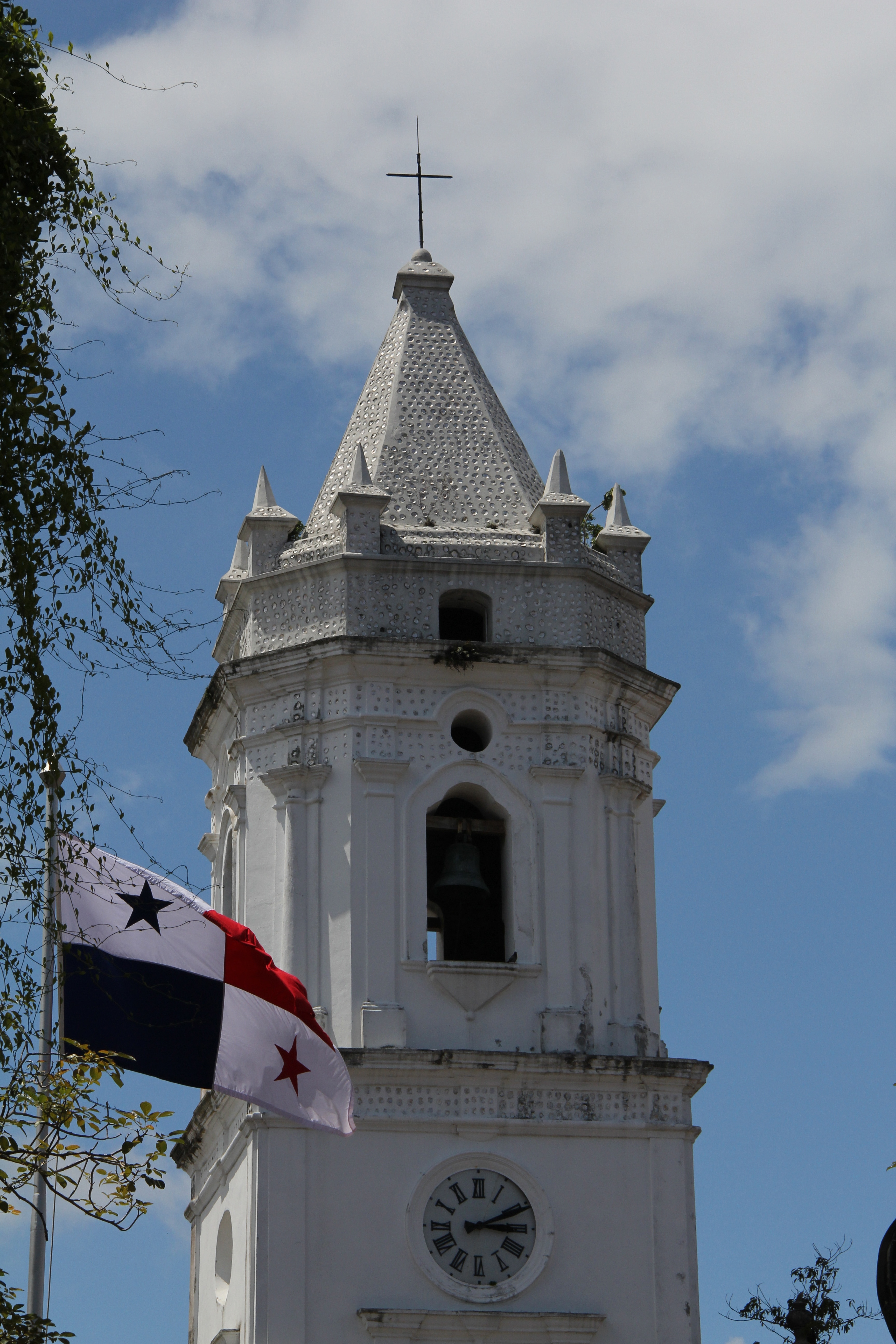
Toronycsúcs
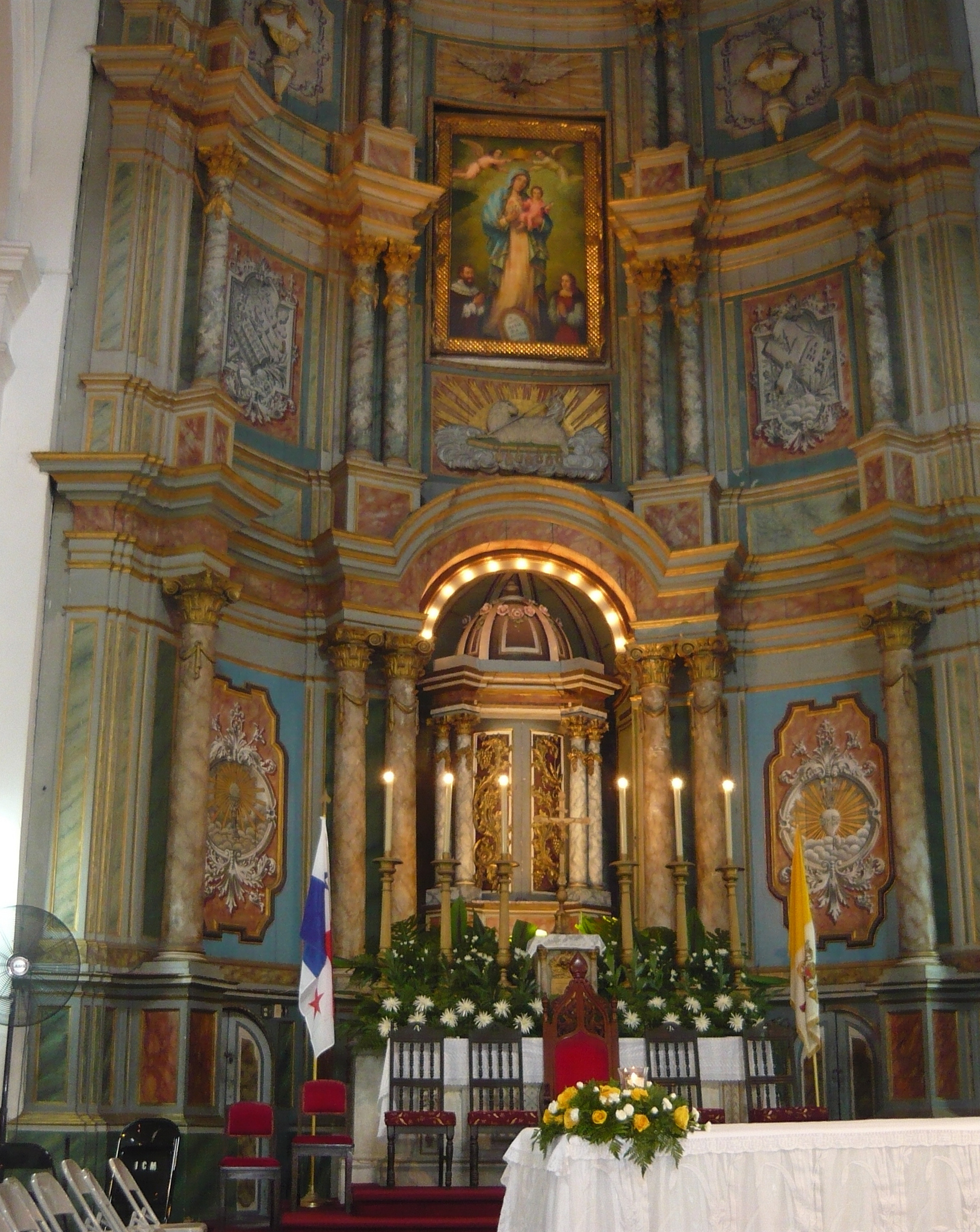
Belső